# Torganda
Torganda is een bestuurslaag in het regentschap Labuhan Batu Selatan van de provincie Noord-Sumatra, Indonesië. Torganda telt 8176 inwoners (volkstelling 2010).